# Haworthia schoemanii
Haworthia schoemanii là một loài thực vật có hoa trong họ Măng tây. Loài này được M.Hayashi mô tả khoa học đầu tiên năm 2003.